# Ekefors
Ekefors är ett samhälle i Sjötofta socken, numera i Tranemo kommun. Samhället ligger i sydöstra Västergötland.
Ekefors hade station på järnvägen Västra Centralbanan. Ekefors Skrothandel AB etablerade senare sin verksamhet på det tidigare stationsområdet.